# Большеберезниковский район
Большеберезнико́вский райо́н (эрз. Покш Килейбуе, мокш. Оцю Келунонь аймак) — административно-территориальная единица и муниципальное образование (муниципальный район) в составе Республики Мордовия Российской Федерации.
Административный центр — село Большие Березники.

## География
Район расположен на юго-востоке республики. Граничит: на севере — с Чамзинским районом, на востоке — с Дубёнским районом, на юге — с Ульяновской областью, на юго-западе — с Кочкуровским районом, на западе — с Лямбирским районом.
Район расположен на территории Приволжской возвышенности, рельеф к югу понижается к долине реки Сура, текущей вблизи южной границы района. Лесистость района составляет около 25%, в основном леса растут в долине Суры, где они сильно заболочены и имеют много пойменных озёр-стариц. Высшая точка района находится на западе и составляет 326 метров над уровнем моря.
В недрах имеются запасы цементного сырья, мела, глины, дорожного камня, торфа, песка для местных нужд. Поверхностные воды представлены красивейшим из озёр республики — Инеркой — и рекой Сурой с её притоками, самые крупные из которых Большая Кша, Штырма. В пойме этих и других рек находится большое количество мелких озёр, богатых рыбой.
Через Большеберезниковский район проходят дороги Саранск — Большие Березники — Дубенки — Ульяновск и Большие Березники — Чамзинка с твердым асфальтовым покрытием. Район полностью газифицирован и телефонизирован. Имеется цифровое телевидение.
Районный центр — село Большие Березники, расположено в юго-восточной части района, в 1 км от русла Суры, в 50 км (по прямой) и 57 км (по автодороге) от Саранска и в 28 км от ближайшей железнодорожной станции — Чамзинка.

## История
Образован 26 января 1935 года. 11 марта 1959 года к Большеберезниковскому району была присоединена часть территории упразднённого Саранского района.

## Население
| 1970    | 1979    | 1989    | 2002    | 2005    | 2006    | 2007    |
| ------- | ------- | ------- | ------- | ------- | ------- | ------- |
| 30 636  | ↘24 400 | ↘19 340 | ↘15 584 | ↘15 194 | ↘14 937 | ↘14 673 |
| 2008    | 2009    | 2010    | 2011    | 2012    | 2013    | 2014    |
| ↘14 351 | ↘13 893 | ↗14 072 | ↘13 966 | ↘13 694 | ↘13 545 | ↘13 305 |
| 2015    | 2016    | 2017    | 2018    | 2019    | 2020    | 2021    |
| ↘13 005 | ↘12 831 | ↘12 635 | ↘12 440 | ↘12 204 | ↘11 993 | ↘11 906 |

### Национальный состав
Эрзяне — 56,84 %, русские — 42,32 %.

## Административное деление
В Большеберезниковский район как административно-территориальную единицу входят 11 сельсоветов.
В муниципальный район, в рамках организации местного самоуправления, входят 11 муниципальных образований со статусом сельских поселений.
Сельсоветы одноимённы образованным в их границах сельским поселениям.
| №  | Муниципальное образование               | Административный центр | Количество населённых пунктов | Население (чел.) | Площадь (км²) |
| -- | --------------------------------------- | ---------------------- | ----------------------------- | ---------------- | ------------- |
| 1  | Большеберезниковское сельское поселение | село Большие Березники | 6                             | ↗7009            | 152.08        |
| 2  | Гузынское сельское поселение            | село Гузынцы           | 2                             | ↘404             | 57.10         |
| 3  | Косогорское сельское поселение          | село Косогоры          | 2                             | ↘347             | 56.76         |
| 4  | Марьяновское сельское поселение         | село Марьяновка        | 3                             | ↘605             | 54,63         |
| 5  | Паракинское сельское поселение          | село Паракино          | 4                             | ↗665             | 115.5         |
| 6  | Пермисское сельское поселение           | село Пермиси           | 5                             | ↗390             | 135.31        |
| 7  | Починковское сельское поселение         | село Починки           | 3                             | ↘507             | 49.74         |
| 8  | Симкинское сельское поселение           | село Симкино           | 2                             | ↘321             | 62.82         |
| 9  | Старонайманское сельское поселение      | село Старые Найманы    | 2                             | ↘342             | 44.36         |
| 10 | Судосевское сельское поселение          | село Судосево          | 2                             | ↘461             | 110.39        |
| 11 | Шугуровское сельское поселение          | село Шугурово          | 4                             | ↗855             | 118.62        |

Первоначально в муниципальном районе в 2005 году было образовано 15 муниципальных образований со статусом сельских поселений (им соответствовали 15 сельсоветов).
Законом от 17 мая 2018 года, было упразднено Чернопромзинское сельское поселение с одноимённым ему сельсоветом и включено в Паракинское сельское поселение (сельсовет).
Законом от 24 апреля 2019 года, было упразднено Русско-Найманское сельское поселение с одноимённым ему сельсоветом и включено в Большеберезниковское сельское поселение (сельсовет); также было упразднено Елизаветинское сельское поселение с одноимённым ему сельсоветом и включено в Починковское сельское поселение (сельсовет).
Законом от 19 мая 2020 года, было упразднено Тазинское сельское поселение с одноимённым ему сельсоветом и включено в Шугуровское сельское поселение (сельсовет).

### Населённые пункты
В Большеберезниковском районе 35 населённых пунктов.
| №  | Населённый пункт       | Тип     | Население | Муниципальное образование               |
| -- | ---------------------- | ------- | --------- | --------------------------------------- |
| 1  | Айкино                 | село    | ↘1        | Марьяновское сельское поселение         |
| 2  | Александровка          | посёлок | ↘16       | Большеберезниковское сельское поселение |
| 3  | Большие Березники      | село    | ↘6077     | Большеберезниковское сельское поселение |
| 4  | Бузаево                | село    | ↘198      | Паракинское сельское поселение          |
| 5  | Вейсэ                  | посёлок | ↘17       | Шугуровское сельское поселение          |
| 6  | Гарт                   | село    | ↘161      | Судосевское сельское поселение          |
| 7  | Гузынцы                | село    | ↘229      | Гузынское сельское поселение            |
| 8  | Дегилёвка              | деревня | ↘230      | Гузынское сельское поселение            |
| 9  | Елизаветинка           | село    | ↘272      | Починковское сельское поселение         |
| 10 | Косогоры               | село    | ↘384      | Косогорское сельское поселение          |
| 11 | Красная Поляна         | посёлок | ↘3        | Паракинское сельское поселение          |
| 12 | Мариуполь              | деревня | ↘215      | Большеберезниковское сельское поселение |
| 13 | Марьяновка             | село    | ↘717      | Марьяновское сельское поселение         |
| 14 | Михайловка             | деревня | ↘3        | Пермисское сельское поселение           |
| 15 | Молния                 | посёлок | ↘7        | Старонайманское сельское поселение      |
| 16 | Нерлей                 | село    | ↘20       | Пермисское сельское поселение           |
| 17 | Николаевка             | село    | ↘94       | Большеберезниковское сельское поселение |
| 18 | Новые Пермиси          | посёлок | ↘7        | Пермисское сельское поселение           |
| 19 | Паракино               | село    | ↘526      | Паракинское сельское поселение          |
| 20 | Пермиси                | село    | ↘393      | Пермисское сельское поселение           |
| 21 | Петровка               | село    | ↘45       | Починковское сельское поселение         |
| 22 | Починки                | село    | ↘296      | Починковское сельское поселение         |
| 23 | Присурский             | посёлок | ↗251      | Большеберезниковское сельское поселение |
| 24 | Русские Найманы        | село    | ↘717      | Большеберезниковское сельское поселение |
| 25 | Симкино                | село    | ↘399      | Симкинское сельское поселение           |
| 26 | Симкинское лесничество | посёлок | ↘39       | Симкинское сельское поселение           |
| 27 | Сосновый Гарт          | село    | ↘0        | Шугуровское сельское поселение          |
| 28 | Софьино                | деревня | ↘11       | Косогорское сельское поселение          |
| 29 | Специальный            | посёлок | ↗6        | Пермисское сельское поселение           |
| 30 | Старые Найманы         | село    | ↘541      | Старонайманское сельское поселение      |
| 31 | Судосево               | село    | ↘412      | Судосевское сельское поселение          |
| 32 | Тазино                 | село    | ↘328      | Шугуровское сельское поселение          |
| 33 | Федоровка              | деревня | ↘32       | Марьяновское сельское поселение         |
| 34 | Чёрная Промза          | село    | ↘198      | Паракинское сельское поселение          |
| 35 | Шугурово               | село    | ↘868      | Шугуровское сельское поселение          |

### Упразднённые населённые пункты
В 2009 году упразднён посёлок Ясная Поляна Русско-Найманского сельского поселения

## Экономика
Большеберезниковский район — аграрный. Наиболее крупными аграрными хозяйствами являются СХА «Искра», ООО «Кировское», ООО «Заводское». Увеличивается число фермерских хозяйств и личных подворий.
Достопримечательностью района является «жемчужина» Мордовии — озеро Инерка, на которой расположены Дома отдыха «Орбита» и «Лесное озеро».
Промышленность района представлена предприятиями пищевой промышленности.
Промышленность района представлена предприятиями: филиалом ОАО «Мордовспирт» Спиртовой завод «Владимиро-Марьяновский» и ООО «Большеберезниковский хлебзавод».
В 2008 году началась реконструкция здания бывшего Большеберезниковского хлебозавода инвесторами из Санкт-Петербурга под современную кондитерскую фабрику ООО «Большеберезниковский хлебозавод», которая была запущена в конце лета 2011 г., официально открылся в декабре того же года, где и по настоящее время активно производятся не имеющие аналогов в Российской Федерации кондитерские изделия.